# ゾフィー・フォン・ブランデンブルク (1568-1622)
ゾフィー・フォン・ブランデンブルク（ドイツ語: Sophie von Brandenburg, 1568年6月6日 - 1622年12月7日）は、ドイツのブランデンブルク選帝侯家の公女で、ザクセン選帝侯クリスティアン1世の妻。

## 生涯
ブランデンブルク選帝侯ヨハン・ゲオルクとその2番目の妻で同族のアンスバッハ＝クルムバッハ辺境伯ゲオルクの娘であるザビーナの間の3女として生まれた。
1582年4月25日、ザクセン選帝侯クリスティアン1世と結婚した。夫が1591年に31歳で死去すると、ザクセン＝ヴァイマル公フリードリヒ・ヴィルヘルム1世と共に幼い長男クリスティアン2世の摂政を務めた。
ゾフィーはルーテル派正統主義（Lutherische Orthodoxie）の信奉者であり、ザクセンに浸透した隠れカルヴァン派（Kryptocalvinismus）を弾圧した。ゾフィーはカルヴァン派信徒だった大法官ニコラウス・クレル（Nikolaus Krell）と対立しており、1601年にはクレルをケーニヒシュタイン城（Festung Königstein）に逮捕・収監し、ドレスデンで処刑した。正統ルター派の信者達は、ゾフィーを旧約聖書の「ユディト記」に出てくる敬虔な寡婦ユディトになぞらえ、「ザクセンのユディト（Judith von Sachsen）」と褒め称えた。
ゾフィーは未亡人となって以後、ドレスデンの隠居所およびコルディーツ城に住んだ。彼女は1616年にゾフィー・ドゥカート金貨（Sophiendukat）を発行したほか、ドレスデンの旧フランチェスコ会教会も彼女に因んでゾフィー教会（Sophienkirche）と改称した。またドレスデン市街の公爵夫人公園（Der Herzogin Garten）も、ゾフィーに名を因んだものである。

## 子女
- クリスティアン2世（1583年 - 1611年） - ザクセン選帝侯
- ヨハン・ゲオルク1世（1585年 - 1656年） - ザクセン選帝侯
- アンナ・ザビーネ（1586年）
- ゾフィー（1587年 - 1635年） - 1610年、ポンメルン公フランツと結婚
- エリーザベト（1588年 - 1589年）
- アウグスト（1589年 - 1615年）
- ドロテア（1591年 - 1617年） - クヴェードリンブルク女子修道院長